# Euphorbia garberi
Euphorbia garberi är en törelväxtart som beskrevs av Georg George Engelmann och Alvin Wentworth Chapman. Euphorbia garberi ingår i släktet törlar, och familjen törelväxter.
Artens utbredningsområde är Florida. Inga underarter finns listade i Catalogue of Life.